# Belagerung von Konstantinopel (860)
Die Belagerung von Konstantinopel (860) durch die Rus stellt den ersten größeren Angriff der Rus auf byzantinisches Territorium dar. 
Bereits um 830 hatten die Rus einige byzantinische Städte in Paphlagonien angegriffen, Konstantinopel selbst jedoch verschont. Am Abend des 18. Juni 860 erschienen dann etwa 200 Boote der Rus vor der Hauptstadt des byzantinischen Reiches. Nachdem sie einige Vororte verwüstet und deren Bewohner erschlagen hatten, zerstörten sie Teile der byzantinischen Flotte. Zum Zeitpunkt des Angriffes waren weder  Kaiser Michael III. mit seinem Heer, noch die byzantinische Hauptstreitmacht der Flotte anwesend. Den Bewohnern blieb nichts anderes übrig, als sich hinter den stark befestigten Stadtmauern in Sicherheit zu bringen. Bis zum 4. August plünderten und brandschatzten die Rus die Prinzeninseln und Ländereien in der Umgebung Konstantinopels. Ihr Abzug wird in späteren, teilweise sehr unterschiedlichen Versionen christlicher Chronisten göttlichem Eingreifen zugeschrieben. So wird berichtet, dass der eilig von seinem Feldzug gegen die Araber zurückgekehrte Kaiser Michael und Patriarch Photios I. den Schleier der Gottesmutter Maria in den Bosporus warfen und ein Sturm die Boote der Rus daraufhin zerstreute.